# Ramman
Ramman és un riu de Bengala Occidental, afluent del Ranjit, al districte de Darjeeling. Neix a les muntanyes Phalalum de la serralada de Singalila, que separa Darjeelig del Nepal; corre des del nord-oest cap a l'est desaiguant al Ranjit a 27° 08′ N, 88° 19′ E / 27.133°N,88.317°E. Els seus principals afluents són el Ratho i el Sri.